# Niscayah
Niscayah tillhandahåller säkerhetssystem och säkerhetstjänster till stora och medelstora företag. Produkterna omfattar exempelvis videoövervakning, tillträdeskontroll, inbrottsskydd och brandskydd som kan integreras med kommunikations- och IT-system.
Niscayah har verksamhet i 13 europeiska länder samt i USA, Hongkong och Australien med en total marknadsandel på 3 procent. Namnet är sanskrit och betyder enligt företaget säker och pålitlig. Det finns även andra betydelser.

## Historia (årtal i urval)
- 1950-talet: Securitas bedriver teknisk verksamhet till stöd för bevakningsverksamheten
- 1998: Förvärv av Telelarm AB. Dåvarande Securitas Teknik och Telelarm bildar Securitas Larm, senare byts namnet till Securitas Systems.
- 2001: Divisionen Systems bildas efter att Securitas förvärvat ett antal bevakningsföretag med verksamhet inom systemintegration. Divisionen hade till en början verksamhet i Norden, Frankrike, Spanien , Portugal och USA.
- 2003: Förvärv av Südalarm i Tyskland (attraktiv kundportfölj inom bank och finans och värdefull kunskap inom säkerhetssystem, omsättning 128 MSEK). Omstruktureringar ledde till positivt resultat i den amerikanska verksamheten.
- 2004: Förvärv av Bell Group plc i Storbritannien (installation och underhåll av säkerhetssystem främst för banker och finansiella institutioner, verksamhet både i Europa och USA, omsättning 954 MSEK), Struck&Partner i Tyskland (säkerhet för detaljhandelskedjor, omsättning 59 MSEK) och Eurotelis i Frankrike (övervakning för banker, omsättning 247 MSEK). Med dessa förvärv skapades en djupare förståelse för kundernas säkerhetsbehov samt en ökad närvaro på de största europeiska marknaderna.
- 2005: Förvärv av Hamilton Pacific i USA (säkerhetslösningar för banker, omsättning 366 MSEK), Wornall Electronics i USA (säkerhetssystem, omsättning 35 MSEK) och Empresa de Servicios Especializados de Seguridad (ESES) i Spanien (säkerhets system samt specifikt brandskydd för banker, omsättning 73 MSEK). Samtliga förvärv utgjorde goda grunder för organisk tillväxt på respektive marknad.
- 2006: Förvärv av Elmaco i Belgien (brandinstallationer för industri och statliga verk, omsättning 11 MSEK) och Premier Systems Solutions i Florida i USA (integration av säkerhetssystem, omsättning 35 MSEK). Securitas Systems knoppas av från Securitas-koncernen och noteras på Nordiska börsen i september. Förvärv av NOR Security AS i Norge (integration av säkerhetssystem för polis- och rättsväsende samt industri, omsättning 17 MSEK).
- 2007: Förädling av affärsmodellen, ökad organisk tillväxt och förvärv inom prioriterade kundsegment.
- 2008: Securitas Systems AB byter namn till Niscayah AB[3], vilket genomförs den 23 april 2008.
- 2011 får Niscayah nya ägare i Stanley Black & Decker, som grundades 1843 i New Britain, Connecticut.
- 2012 den 12 september byter Niscayah namn till Stanley Security Solutions
- 2023 den 1/3 bytte Stanley Security namn till Securitas Technology